# Elvis: Tak to jest
Elvis: Tak to jest – film dokumentalny z 1970 r. w reżyserii Denisa Sandersa. Dokument przedstawia Elvisa w czasie serii koncertów w Las Vegas, tuż po jego powrocie z Hollywood. Jest to pierwszy niefabularyzowany film w jego karierze.

## Obsada
Lista wszystkich osób, które wystąpiły w filmie:
Elvis Presley, James Burton, Richard Davis, Charlie Hodge, John Wilkinson, Terry Blackwood, Estell Brown, Joe Esposito, Joe Guercio, Glen D. Hardin, Felton Jarvis, Millie Kirkham, Armando Morales, Joe Moscheo, Jim Murray, Jerry Scheff, Sylvia Shemmell, Myrna Smith, Ronnie Tutt, Del 'Sonny' West, Red West, Roger Wiles, Ann Williams.

## Produkcja
Film powstawał od sierpnia do września 1970 r. podczas Letniego Festiwalu Elvisa w Las Vegas. Większość zdjęć nakręcono w Hotelu International, pozostałe miejsca to:
- Scena otwierająca film została nagrana w Phoenix w Arizona Veterans Memorial Coliseum. (9 września 1970)
- W MGM Studios w Culver City, Elvis razem ze swoim zespołem był na próbach. Śpiewał m.in. „I Just Can't Help Believing”, „What'd I Say”, „Little Sister”, „Words”, „That's All Right Mama” i „The Next Step Is Love.” (lipiec 1970)
- Próby odbyły się też w salonie wystawowym Hotelu Internanional w Las Vegas. (6 sierpnia 1970).

Festiwal rozpoczął się 10 sierpnia w Hotelu International. Ekipa filmowa, przez kilka kolejnych dni nagrywała wieczorne występy Elvisa, w czasie których zaśpiewał wiele swoich dobrze znanych piosenek.
Lista utworów:
1. Mystery Train/Tiger Man
2. That's All Right Mama
3. I've Lost You
4. Love Me Tender
5. Patch It Up
6. You've Lost That Lovin' Feelin
7. I Just Can't Help Believin
8. Tiger Man
9. Sweet Caroline
10. Heartbreak Hotel
11. One Night
12. Blue Suede Shoes
13. All Shook Up
14. Polk Salad Annie
15. Suspicious Minds
16. Can’t Help Falling in Love

## Ścieżka dźwiękowa
Album ze ścieżką dźwiękową został wydany razem z filmem w 1970 r. Była to pierwsza taka płyta od czasu filmu Wyścigi i zarazem ostatnia, gdyż nakręcony dwa lata później dokument, Elvis w trasie nie miał ścieżki dźwiękowej. Wydany album nie był jednak kompletny, ponieważ nie zawierał wszystkich nagrań, m.in. tych wykonywanych na scenie i w studiu (niektóre z nich można usłyszeć w filmie). 